# M247サージェント・ヨーク
M247 サージェント・ヨーク（M247 Sergeant York DIVAD（Division Air Defense：師団防空兵器）は、アメリカ合衆国が開発した自走式対空砲である。
サージェント・ヨークという名称は第一次世界大戦時のアメリカ陸軍の英雄、アルヴィン・ヨーク軍曹の名前から取られている。

## 概要
M247は、M163対空自走砲に代わる自走高射機関砲として1970年代後半から開発が開始された。
M163はM113装甲兵員輸送車を母体にしているため、軽量でペイロードが少なく、捜索レーダーも装備していない（射撃照準用レーダーのみ装備）など、能力は限られていた。
この時期のアメリカ陸軍は、M1エイブラムス戦車とM2ブラッドレー歩兵戦闘車の開発も行っており、これらが戦力化されると大幅に路外走行能力が向上することからM113では追随が難しくなる恐れがあり、機動力の高い対空自走砲が求められた。
長期にわたり開発が続けられたが、システムの信頼性の不備に加え、アメリカ空軍の絶対的な制空能力の前に、高価で複雑な対空兵器の必要性自体が疑問視され、制式化され生産が開始されたものの1985年8月27日にキャンセルされ、配備にまでは至らなかった。既に生産されていた50両はアメリカ空軍の対地攻撃訓練の目標などに使用された。
何両かの車両が、現在でもアメリカ各地の博物館他で展示されて現存している。

## 構成
M48パットン中戦車の車体に新開発の全周旋回砲塔を備えたもので、2連装のL/70 40mm機関砲を装備し、砲塔上面に捜索レーダーと火器管制レーダーを装備する。
開発会社はフォード・エアロスペースである。

## 登場作品
『War Thunder』